# Új-Zéland a 2017. évi téli universiadén
Új-Zéland a kazahsztáni Almatiban megrendezett 2017. évi téli universiade egyik részt vevő nemzete volt.

## Alpesisí
| Versenyző       | Versenyszám            | 1. futam      | 1. futam      | 2. futam | 2. futam | Összesítés | Összesítés |
| Versenyző       | Versenyszám            | Idő           | Hely.         | Idő      | Hely.    | Idő        | Helyezés   |
| --------------- | ---------------------- | ------------- | ------------- | -------- | -------- | ---------- | ---------- |
| Virginia Orange | Műlesiklás             | 53,45         | 40.           | 55,07    | 34.      | 1:48,52    | 34.        |
| Virginia Orange | Óriás-műlesiklás       | 1:25,81       | 40.           | 1:17,88  | 34.      | 2:43,69    | 34.        |
| Virginia Orange | Szuperóriás-műlesiklás | nem ért célba | nem ért célba | kiesett  | kiesett  | kiesett    | kiesett    |

| Versenyző       | Versenyszám | Szuperóriás- műlesiklás | Szuperóriás- műlesiklás | Műlesiklás | Műlesiklás | Összesítés  | Összesítés  |
| Versenyző       | Versenyszám | Idő                     | Hely.                   | Idő        | Hely.      | Idő         | Helyezés    |
| --------------- | ----------- | ----------------------- | ----------------------- | ---------- | ---------- | ----------- | ----------- |
| Virginia Orange | Összetett   | nem ért célba           | nem ért célba           | kiesett    | kiesett    | helyezetlen | helyezetlen |

Versenyzők adatai:
| Név             | Születési idő      | Kora  | Egyesület                      | Felsőoktatási tanintézet                    |
| Virginia Orange | 1991. november 14. | 25 év | Wanaka Ski and Snowsports Club | Massey University – Palmerston North Campus |